# Olympische Winterspiele 2018/Teilnehmer (Madagaskar)
| Gelbes Symbol für Goldmedaillen mit stilisierten Olympischen Ringen | Graues Symbol für Silbermedaillen mit stilisierten Olympischen Ringen | Braundes Symbol für Bronzemedaillen mit stilisierten Olympischen Ringen |
| ------------------------------------------------------------------- | --------------------------------------------------------------------- | ----------------------------------------------------------------------- |
| —                                                                   | —                                                                     | —                                                                       |

Madagaskar nahm bei den Olympischen Winterspielen 2018 in Pyeongchang zum zweiten Mal in seiner Geschichte an Olympischen Winterspielen teil. Bei den Spielen startete mit Mialitiana Clerc eine Athletin im Ski Alpin.

## Teilnehmer nach Sportarten

### Ski Alpin
| Athletin         | Wettbewerb   | 1. Lauf     | 1. Lauf | 2. Lauf     | 2. Lauf | Gesamt      | Gesamt |
| Athletin         | Wettbewerb   | Zeit        | Rang    | Zeit        | Rang    | Zeit        | Rang   |
| ---------------- | ------------ | ----------- | ------- | ----------- | ------- | ----------- | ------ |
| Frauen           |              |             |         |             |         |             |        |
| Mialitiana Clerc | Riesenslalom | 1:21,82 min | 55      | 1:17,18 min | 47      | 2:39,00 min | 48     |
| Mialitiana Clerc | Slalom       | 1:01,24 min | 53      | 59,03 s     | 48      | 2:00,27 min | 47     |